# Баганский сельсовет
Баганский сельсовет — сельское поселение в Баганском районе Новосибирской области Российской Федерации. Административный центр — село Баган.

## История
Статус и границы сельского поселения установлены Законом Новосибирской области от 2 июня 2004 года № 200-ОЗ «О статусе и границах муниципальных образований Новосибирской области».

## Население
| 2002  | 2010  | 2012  | 2013  | 2014  | 2015  | 2016  |
| ----- | ----- | ----- | ----- | ----- | ----- | ----- |
| 6775  | ↘6322 | ↘6159 | ↘6004 | ↘5826 | ↘5785 | ↘5716 |
| 2017  | 2018  | 2019  | 2020  | 2021  |       |       |
| ↘5666 | ↘5605 | ↗5614 | ↘5572 | ↗6178 |       |       |

## Состав сельского поселения
| № | Населённый пункт | Тип населённого пункта       | Население |
| - | ---------------- | ---------------------------- | --------- |
| 1 | Баган            | село, административный центр | ↘5482     |
| 2 | Бочаниха         | село                         | ↘164      |
| 3 | Гнедухино        | село                         | ↘172      |
| 4 | Стретинка        | село                         | ↘181      |
| 5 | Тычкино          | село                         | ↗295      |

### Упразднённые населённые пункты
- Брынзозавод —  упразднённый в 1971 году посёлок.
- Новороссийка — упразднённая в 1968 году деревня.
- Политотдел —  упразднённый в 1971 году посёлок.